# Tatort: Das Haus am Ende der Straße
Das Haus am Ende der Straße ist ein Fernsehfilm aus der Krimireihe Tatort und der siebte und letzte Fall des Frankfurter Ermittlers Steier. Der vom Hessischen Rundfunk produzierte Beitrag ist die 937. Tatort-Folge und wurde am 22. Februar 2015 auf Das Erste zum ersten Mal ausgestrahlt.

## Handlung
Bei einem Soloeinsatz Frank Steiers in der Wohnung des Stefan „Zitze“ Zittner schießt der junge Kleinkriminelle Nico Sauer absichtlich knapp am Kopf des Kommissars vorbei. In der Nachbarwohnung wird dabei ein kleines Mädchen durch den Schuss durch die dünne Wand getötet. Der Täter flieht.
Vor Gericht kann die Zeugenaussage Frank Steiers, der weiter mit seinem Alkoholproblem kämpft, nicht gewertet werden, weil er zum Zeitpunkt der Tat nachweislich anhand einer Restaurantrechnung stark alkoholisiert gewesen sein muss. Die Richterin muss den Täter freisprechen, da außer der Identifikation durch Steier keine Beweise vorliegen und der Wohnungsinhaber Zittner abstreitet, dass Sauer in seiner Wohnung gewesen ist. Steier quittiert daraufhin den Dienst. Er will eigenmächtig Gerechtigkeit walten lassen und Nico hinterrücks erschießen, bringt es dann aber doch nicht fertig und verfolgt ihn stattdessen.
In der Zwischenzeit will sich der ehemalige Polizist Rolf Poller das Leben nehmen, nachdem seine Frau ihn verlassen hat und sein einziger Sohn an einer Überdosis Rauschgift gestorben ist. Er gibt sich selber die Schuld für dessen Tod, da er ihn wegen seines Drogenkonsums auf die Straße gesetzt hat.
Nico wird in der Disco von seinem Bruder Robin und dessen heroinabhängiger Freundin Lisa dazu überredet, bei dem Unternehmer Matthias Langenbrock (welcher direkt neben Poller wohnt) einzubrechen und den Safe leerzuräumen. Nico braucht mindestens 15.000 Euro, die Zittner für die Falschaussage vor Gericht verlangt. Zusammen steigen sie in das Haus am Ende der Straße ein. Während Nico und Robin versuchen, den Safe zu öffnen, zerstört Lisa, die in der Vergangenheit öfters für Geld Langenbrock als Sexobjekt diente und misshandelt wurde, dessen lebensgroßes Porträt und uriniert darauf. Als der überraschend heimgekehrte Langenbrock Lisa entdeckt und sie bedroht, erschlägt Nico ihn mit einem Kunstgegenstand. Poller hat zuvor den Lärm in dem Haus bemerkt, welches eigentlich leer sein müsste, und will nach dem Rechten sehen. So sieht er die Tat mit eigenen Augen und wird direkt von den drei Einbrechern bemerkt. Er schafft es jedoch, sich vor Nico in sein Haus zu retten. Entgegen dem Willen von Robin und Lisa verschaffen sich die drei auch zu diesem Haus Zutritt, um den einzigen Zeugen ihres Tuns ebenfalls aus dem Weg zu räumen.
Steier, der Nico immer noch verfolgt, bemerkt den Einbruch bei Langenbrock und klingelt bei Poller, um ihn zu befragen. Dieser hat sich auf dem Dachboden versteckt und wird bei dem Versuch, sich für Steier bemerkbar zu machen, auch von Nico entdeckt, der sich inzwischen mit Pollers Jagdgewehr bewaffnet hat. In letzter Sekunde kann Steier mit vorgehaltener Waffe verhindern, dass Nico den Hausbesitzer in dessen Badewanne ertränkt. Auf dem Boden liegend kann Poller sein Gewehr wieder an sich bringen und schlägt, noch sichtlich benommen, Steier hinterrücks nieder. Nico, Lisa und Robin sperrt Poller in seinen Keller, während er Steier in das alte Zimmer seines Sohnes bringt und dort festkettet. Nachdem Steier aus seiner Bewusstlosigkeit aufwacht, klärt Poller ihn über sein Vorhaben auf. Er hat nichts mehr zu verlieren und will „endlich mal Held im eigenen Film sein“: Den Mörder Nico und die schwerst drogensüchtige Lisa sieht er als verkommen an, weshalb sie aus der Gesellschaft entfernt werden müssten. Lediglich in Robin sieht er Potenzial, sich zu einem guten Menschen zu entwickeln, weshalb er ihn laufen lassen will. Er bietet Steier an, ihm dabei helfen zu dürfen, da er inzwischen dahintergekommen ist, dass Steier Nico ebenfalls töten wollte. Doch Steier lehnt ab. Daraufhin quartiert Poller Robin im Zimmer seines Sohnes ein und bietet ihm die komplette Beute und die Freiheit an, unter der Bedingung, dass er Nico und Lisa an die Polizei verrät und sich neue Freunde sucht. Doch Robin steht loyal zu seinem Bruder und seiner Freundin.
Um diese Loyalität zu brechen, will Poller Robin beweisen, dass seine Gefühle für diese keineswegs auf Gegenseitigkeit beruhen. Er platziert Robin so im Badezimmer, dass dieser durch ein Loch in der Wand mit ansehen muss, wie Nico ihn und Lisa für die Beute verraten würde, als Poller ihm ein solches Angebot zum Schein vorbringt, und auch Lisa zögert nicht, eine ihr angebotene Spritze Heroin zu wählen und dafür die beiden Jungs zu verraten. Robin bricht daraufhin, enttäuscht von ihrer Reaktion, innerlich zusammen. Trotz allem will er nicht allein in die Freiheit entlassen werden. So wendet sich Poller wieder an Steier und gibt ihm die Möglichkeit, Nico zu erschießen. Er argumentiert damit, dass Nico ein Mörder sei, der durch eine Gefängnisstrafe allein niemals geläutert werden und auch danach wieder töten würde. Da Steier merkt, wie gefährlich Poller in seinem Wahn wird, zerschlägt er mit einer Holzlatte die einzige Lichtquelle im Raum in der Hoffnung, dadurch eine Fluchtmöglichkeit zu erhalten. Poller schießt daraufhin um sich und trifft Steier in die Schulter.
In der Zwischenzeit meldet sich der Barkeeper Memo bei Kommissar Seidel, weil er von Zittner bedroht wird. Memo soll die 15.000 Euro zahlen, die Zittner ursprünglich von Nico gefordert hatte. Seidel reagiert zunächst nicht auf Memos Informationen zu der gekauften Falschaussage. Erst als er von dem geplanten Einbruch in Langenbrocks Villa berichtet, wird Seidel aktiv. Da auch Steier dort sein muss, schickt Seidel sofort mehrere Streifenwagen zu der Villa.
Währenddessen kommt der angeschossene Steier in Pollers Keller wieder zu sich und kämpft sich mühevoll die Treppe hinauf, wo Poller bereits auf ihn wartet und seine drei Gefangenen wie bei einer Exekution vor ihm knien. Er bietet Steier ein letztes Mal an, Nico zu erschießen, doch Steier weigert sich weiterhin. So will Poller es selbst tun und wird daraufhin von Steier niedergeschossen. Während die ersten Streifenwagen vor dem Haus eintreffen, bindet Steier Robin und Lisa los und lässt sie durch die Hintertür entkommen. Nico wird von den Beamten festgenommen.
Einige Tage später wird Steier am letzten offiziellen Arbeitstag von seinen Kollegen gebührend verabschiedet, wobei alle eine Maske mit seinem Gesicht tragen. Steier, der eigentlich gar nicht kommen wollte, um den „lachenden Menschen“ zu entgehen, muss nun selber grinsen und freut sich doch über diesen Abschied. Zuletzt findet eine erneute Verhandlung gegen Nico statt. Steier, mittlerweile trocken, wird erneut (wie schon zu Beginn des Films) als Zeuge vernommen. Auf die Frage nach seinem Beruf überlegt er kurz, antwortet „Kriminalhauptkommissar“ und fügt mit einem breiten Grinsen hinzu: „Außer Dienst“.

## Hintergrund
Der Film wurde vom 9. November 2013 bis 14. Dezember 2013 an 26 Drehtagen in Frankfurt und der Umgebung von Frankfurt gedreht.

## Rezeption

### Einschaltquoten
Die Erstausstrahlung von Das Haus am Ende der Straße am 22. Februar 2015 wurde in Deutschland insgesamt von 9,37 Millionen Zuschauern gesehen und erreichte einen Marktanteil von 22,9 Prozent für Das Erste.

### Kritik
„Drehbuchautor Michael Proehl hat neben einigen anderen ‚Tatorten‘ auch das Zitat-Meisterwerk ‚Im Schmerz geboren‘ mit Ulrich Tukur entwickelt. Hier nun mixt er mit seinem Co-Autor Erol Yesilkaya das Racheblutbad und das Sadistenspektakel mit dem Traumaschocker und dem Home Invasion Thriller. Ein weiteres Mal mit reichlich Referenzen an B-Movie-Vorbilder, etwa an Wes Cravens ‚Last House of the Left‘ von 1972 oder Tobe Hoopers ‚Texas Chainsaw Massacre‘ von 1974. […] Auf jeden Fall ist dieser ‚Tatort‘ die brutalste Ausnüchterungsmaßnahme der deutschen Fernsehgeschichte.“